# Temporada da Stock Car Brasil de 1996
O Campeonato Stock Car de 1996 foi a 18ª edição promovida pela Confederação Brasileira de Automobilismo (CBA) da principal categoria do automobilismo brasileiro.
O vencedor foi o piloto Ingo Hoffmann.
Contexto histórico
Foi criada em 1977 para ser uma alternativa à extinta Divisão 1 (D1), que corria com as marcas Chevrolet (Opala) e Ford (Maverick). Isso ocorreu pelo desinteresse do público e dos patrocinadores por se tornar uma categoria monomarca, dada a superioridade dos modelos Chevrolet. Para que isso não ocorresse, a General Motors criou uma nova categoria, que unia desempenho e sofisticação. O nome foi um golpe de mestre, pois além de emular o nome da famosa categoria americana, a NASCAR, desviava a atenção da marca única.
A primeira prova ocorreu em 22 de abril de 1979, no Autódromo de Tarumã, no Rio Grande do Sul. A criação da categoria foi a melhor resposta a um antigo anseio de uma comunidade apaixonada por carros de corrida, ou seja, uma categoria de Turismo que unisse desempenho e sofisticação.
Regulamento
O regulamento foi criado para limitar os custos, procurando equilíbrio, sem comprometer as performances dignas das competições internacionais.

## Equipes e pilotos
| Equipe                      | Construtor | Carro                      | Pneu | N.° | Nome do piloto          | Rodada          |
| --------------------------- | ---------- | -------------------------- | ---- | --- | ----------------------- | --------------- |
| Brahma Sports Team          | Chevrolet  | Omega GM V6 4,1L Carburado | C    | 7   | Wilson Fittipaldi Jr    | Todas           |
| Brahma Sports Team          | Chevrolet  | Omega GM V6 4,1L Carburado | C    | 0   | Cacá Bueno              | Todas           |
| Action Power Racing         | Chevrolet  | Omega GM V6 4,1L Carburado | P    | 17  | Ingo Hoffmann           | Todas           |
| Action Power Racing         | Chevrolet  | Omega GM V6 4,1L Carburado | P    | 2   | Xandy Negrão            | Todas           |
| Filadélfia/Varga Motorsport | Chevrolet  | Omega GM V6 4,1L Carburado | M    | 11  | Adalberto Jardim        | Todas           |
| Delco Freedom               | Chevrolet  | Omega GM V6 4,1L Carburado | M    | 73  | Carlos Alves            | Todas           |
| Delco Freedom               | Chevrolet  | Omega GM V6 4,1L Carburado | M    | 79  | Carlos Cunha            | Todas           |
| JF Racing                   | Chevrolet  | Omega GM V6 4,1L Carburado | C    | 22  | Paulo Gomes             | Todas           |
| JF Racing                   | Chevrolet  | Omega GM V6 4,1L Carburado | C    | 39  | Fausto Bessa            | Todas           |
| JF Racing                   | Chevrolet  | Omega GM V6 4,1L Carburado | C    | 78  | Guga Ribas              | Todas           |
| JF Racing                   | Chevrolet  | Omega GM V6 4,1L Carburado | C    | 15  | Carlos Augusto Falletti | Todas           |
| Divisa Racing               | Chevrolet  | Omega GM V6 4,1L Carburado | P    | 52  | Flávio Trindade         | Todas           |
| Ney Auto Peças              | Chevrolet  | Omega GM V6 4,1L Carburado | B    | 89  | Ney Faustini            | Todas           |
| Ney Auto Peças              | Chevrolet  | Omega GM V6 4,1L Carburado | B    | 19  | Roberto Amaral          | Todas           |
| Andreas Mattheis Motorsport | Chevrolet  | Omega GM V6 4,1L Carburado | M    | 98  | Ângelo Giombelli        | Todas           |
| Leite de Rosas Team         | Chevrolet  | Omega GM V6 4,1L Carburado | P    | 8   | Ariel Barranco          | Todas           |
| Scuderia Rossi/Ouro         | Chevrolet  | Omega GM V6 4,1L Carburado | C    | 26  | Egon Hertzfeldt         | 1, 4-5 e 7-9    |
| Scuderia Rossi/Ouro         | Chevrolet  | Omega GM V6 4,1L Carburado | C    | 31  | Mário Yokota            | Todas           |
| Equipe Axe/Lipton Tea       | Chevrolet  | Omega GM V6 4,1L Carburado | C    | 53  | Djalma Fogaça           | Todas           |
| Undemberg                   | Chevrolet  | Omega GM V6 4,1L Carburado | P    | 81  | Aloysio de Andrade      | 2-3 e 6         |
| DeWatt Racing               | Chevrolet  | Omega GM V6 4,1L Carburado | P    | 75  | Carlos Col              | 2 e 4-10        |
| Primecar                    | Chevrolet  | Omega GM V6 4,1L Carburado | C    | 72  | Gian Icardi             | Todas           |
| TNG-Disbrasa                | Chevrolet  | Omega GM V6 4,1L Carburado | C    | 24  | César Matias            | Todas           |
| Graal/Simobras              | Chevrolet  | Omega GM V6 4,1L Carburado | P    | 94  | Rodney Felício          | Todas           |
| Graal/Simobras              | Chevrolet  | Omega GM V6 4,1L Carburado | P    | 1   | Rogério Motta           | Todas           |
| Mercosul Assistence         | Chevrolet  | Omega GM V6 4,1L Carburado | C    | 93  | George Webel            | Todas           |
| Mercosul Assistence         | Chevrolet  | Omega GM V6 4,1L Carburado | C    | 99  | Silvio Grillo           | 1 e 3-10        |
| Keitbom/Manaca Team         | Chevrolet  | Omega GM V6 4,1L Carburado | B    | 85  | Ananias Justino         | Todas           |
| Keitbom/Manaca Team         | Chevrolet  | Omega GM V6 4,1L Carburado | B    | 59  | José Bel Camilo         | Todas           |
| Marlboro/Texaco Racing      | Chevrolet  | Omega GM V6 4,1L Carburado | B    | 46  | Chico Serra             | Todas           |
| Marlboro/Texaco Racing      | Chevrolet  | Omega GM V6 4,1L Carburado | B    | 86  | Pedro Pimenta           | Todas           |
| Conserva Pescador           | Chevrolet  | Omega GM V6 4,1L Carburado | M    | 56  | Alessandro Weiss        | Todas           |
| Vanzini Escapamentos        | Chevrolet  | Omega GM V6 4,1L Carburado | P    | 13  | Alexandre Rigon         | Todas           |
| Vanzini Escapamentos        | Chevrolet  | Omega GM V6 4,1L Carburado | P    | 51  | Gabriel Chinica         | Todas           |
| Venture Engineering         | Chevrolet  | Omega GM V6 4,1L Carburado | C    | 32  | Newton Grillo           | Todas           |
| Venture Engineering         | Chevrolet  | Omega GM V6 4,1L Carburado | C    | 35  | Ricardo Etchenique      | Todas           |
| Fox Transport               | Chevrolet  | Omega GM V6 4,1L Carburado | P    | 10  | Thiago Azalini          | 2               |
| Fox Transport               | Chevrolet  | Omega GM V6 4,1L Carburado | P    | 50  | Wilton Pena             | 6               |
| JMH Automotive              | Chevrolet  | Omega GM V6 4,1L Carburado | C    | 69  | Laércio Justino         | Todas           |
| JMH Automotive              | Chevrolet  | Omega GM V6 4,1L Carburado | C    | 96  | Eduardo Forneck         | Todas           |
| Simon Green Motorsport      | Chevrolet  | Omega GM V6 4,1L Carburado | C    | 27  | Eduardo Homem de Mello  | Todas           |
| Simon Green Motorsport      | Chevrolet  | Omega GM V6 4,1L Carburado | C    | 60  | Antônio Jorge Neto      | Todas           |
| RNR Performance Cars        | Chevrolet  | Omega GM V6 4,1L Carburado | M    | 3   | Rafael Barranco         | 1, 5 e 8        |
| RNR Performance Cars        | Chevrolet  | Omega GM V6 4,1L Carburado | M    | 92  | Eduardo Pavelski        | 6 e 10          |
| SG Racing                   | Chevrolet  | Omega GM V6 4,1L Carburado | C    | 71  | Edson Bueno             | 6 e 10          |
| Valluga Racing              | Chevrolet  | Omega GM V6 4,1L Carburado | P    | 77  | Renato Constantino      | 1, 3, 5, 8 e 10 |
| PB Racing                   | Chevrolet  | Omega GM V6 4,1L Carburado | M    | 30  | Gabriel Corrêa          | 1-2, 4 e 6      |
| PB Racing                   | Chevrolet  | Omega GM V6 4,1L Carburado | M    | 45  | Analino Sirtuli         | 2, 7 e 9        |
| Reflex Racing               | Chevrolet  | Omega GM V6 4,1L Carburado | P    | 29  | Mauro Kern              | 1-3, 5 e 7-10   |
| Reflex Racing               | Chevrolet  | Omega GM V6 4,1L Carburado | P    | 38  | Pierre Sabbagh          | 2-3 e 7-8       |
| Team HARD                   | Chevrolet  | Omega GM V6 4,1L Carburado | G    | 67  | Felipe Andrade          | 4-5             |

## Calendário e resultados

### Etapas
| #  | Circuito             | Data           | Pole Position | Volta mais rápida | Piloto Vencedor  | Equipe Vencedora            |
| -- | -------------------- | -------------- | ------------- | ----------------- | ---------------- | --------------------------- |
| 1  | GP de Viamão         | 14 de abril    | Ingo Hoffmann | Ingo Hoffmann     | Ingo Hoffmann    | Action Power Racing         |
| 2  | GP de São Paulo      | 12 de maio     | Ingo Hoffmann | Djalma Fogaça     | Djalma Fogaça    | Equipe Axe/Lipton Tea       |
| 3  | GP de Goiânia        | 2 de junho     | Chico Serra   | Ingo Hoffmann     | Ingo Hoffmann    | Action Power Racing         |
| 4  | GP de Viamão         | 7 de julho     | Chico Serra   | Xandy Negrão      | Xandy Negrão     | Action Power Racing         |
| 5  | GP de Cascavel       | 21 de julho    | Paulo Gomes   | Ângelo Giombelli  | Paulo Gomes      | JF Racing                   |
| 6  | GP de São Paulo      | 11 de agosto   | Xandy Negrão  | Ingo Hoffmann     | Paulo Gomes      | JF Racing                   |
| 7  | GP do Rio de Janeiro | 8 de setembro  | Xandy Negrão  | Xandy Negrão      | Xandy Negrão     | Action Power Racing         |
| 8  | GP de Brasília       | 13 de outubro  | Ingo Hoffmann | Ingo Hoffmann     | Ingo Hoffmann    | Action Power Racing         |
| 9  | GP de Curitiba       | 10 de novembro | Ingo Hoffmann | Djalma Fogaça     | Ingo Hoffmann    | Action Power Racing         |
| 10 | GP de São Paulo      | 8 de dezembro  | Carlos Alves  | Paulo Gomes       | Adalberto Jardim | Filadélfia/Varga Motorsport |

## Classificação

### Campeonato de pilotos
| Pos | Piloto                  | VIA | SPO | GOI | VIA | CAS | SPO | RJO | BRA | CTB | SPO | Pts |
| --- | ----------------------- | --- | --- | --- | --- | --- | --- | --- | --- | --- | --- | --- |
| 1   | Ingo Hoffmann           | 1*  | 4   | 1*  | Ret | 3   | 22  | 17  | 1   | 1*  | Ret | 137 |
| 2   | Xandy Negrão            | 11  | 3   | 10  | 1   | 8   | 25  | 1   | 22  | 9   | 2   | 133 |
| 3   | Djalma Fogaça           | 9   | 1   | 38  | Ret | 2   | 2   | 38  | 30  | 33  | 4   | 100 |
| 4   | Paulo Gomes             | 6   | 7   | 23  | 2   | 1*  | 1*  | 11  | 28  | 18  | 3   | 92  |
| 5   | Adalberto Jardim        | 15  | 11  | 36  | 25  | 7   | 23  | 4   | 25  | 7   | 1   | 81  |
| 6   | Carlos Alves            | 39  | 12  | 20  | 10  | 6   | 31  | 37  | 7   | 4   | 26  | 68  |
| 7   | Ângelo Giombelli        | 13  | 9   | 3   | Ret | 10  | 8   | 3   | 5   | 6   | 15  | 61  |
| 8   | Chico Serra             | 17  | 10  | 7   | DSQ | 5   | 15  | 2   | 15* | 2   | 6   | 54  |
| 9   | Wilson Fittipaldi Jr    | 3   | 14  | 35  | 11  | 15  | 29  | 35  | 2   | 13  | 5   | 52  |
| 10  | Laércio Justino         | 20  | 5   | 4   | 24  | 12  | 5   | 9   | 3   | 8   | Ret | 43  |
| 11  | Alessandro Weiss        | 18  | 6*  | 14  | 3   | 9   | 13  | 14* | 9   | 3   | 14  | 42  |
| 12  | Alexandre Rigon         | 5   | 18  | 18  | 13  | 11  | 35  | 10  | 6   | 5   | 27  | 40  |
| 13  | César Matias            | 23  | 13  | 13  | 22  | 16  | 4   | 26  | 21  | 19  | Ret | 34  |
| 14  | Carlos Cunha            | 4   | 19  | 26  | Ret | 20  | 3   | 6   | 33  | 12  | 16  | 31  |
| 15  | Carlos Col              |     | Ret |     | 12  | 19  | 6   | 12  | 34  | 24  | Ret | 30  |
| 16  | Cacá Bueno              | 33  | 28  | 21  | Ret | 34  | 37  | 24  | 18  | 37  | 10  | 26  |
| 17  | George Webel            | 22  | 8   | 17  | 5   | 4   | 39  | 16  | 4   | 22  | 20  | 19  |
| 18  | Ariel Barranco          | 10  | 17  | 9   | 6   | 18  | 28  | 7   | 16  | 10  | Ret | 19  |
| 19  | Carlos Augusto Falletti | 2   | 22  | 19  | 8   | 25  | 14  | 8   | 23  | 16  | 17  | 16  |
| 20  | Fausto Bessa            | 19  | 29  | 11  | 23  | 28  | 9   | 5   | 8   | 20  | Ret | 16  |
| 21  | Roberto Amaral          | 32  | 16  | 16  | INF | 26  | 16  | 13  | 14  | 15  | 7   | 13  |
| 22  | Flávio Trindade         | 27  | 15  | 5   | 9   | 17  | 10  | 25  | 10  | 25  | 19  | 12  |
| 23  | Gian Icardi             | 12  | 39  | 12  | NQ  | 14  | 20  | 27  | 29  | 11  | 8   | 10  |
| 24  | Rogério Motta           | 16  | 21  | 27  | 4   | 24  | 24  | 20  | 13  | 21  | Ret | 8   |
| 25  | Pedro Pimenta           | 8   | 26  | 15  | 7   | 22  | 26  | 40  | 11  | 17  | 21  | 6   |
| 26  | Gabriel Chinica         | 14  | 2   | 2   | 16  | 13  | 40  | 15  | 32  | 14  | 11  | 4   |
| 27  | Ananias Justino         | 40  | 24  | 34  | NC  | 21  | 27  | 18  | 31  | 26  | Ret | 3   |
| 28  | Mário Yokota            | 25  | 38  | 8   | 19  | 33  | 7   | 19  | 12  | 23  | 9   | 2   |
| 29  | Eduardo Homem de Mello  | 29  | 34  | 6   | Ret | 30  | 36  | 30  | 40  | 32  | 23  | 2   |
| 30  | Gabriel Corrêa          | 7   | 37  |     | 26  |     | 17  |     |     |     |     | 1   |
| 21  | Rodney Felício          | 31  | 23  | 24  | 14  | 29  | 33  | 21  | 26  | 30  | INF | 1   |
| 32  | Guga Ribas              | 28  | 25  | 22  | NC  | 27  | 11  | 31  | 19  | 27  | 18  | 1   |
| 33  | Silvio Grillo           | 24  |     | 29  | 17  | 31  | 21  | 28  | 20  | 34  | 28  | 0   |
| 34  | José Bel Camilo         | 26  | 27  | 30  | 20  | 35  | 30  | 22  | 24  | 29  | 33  | 0   |
| 35  | Newton Grillo           | 21  | 33  | 39  | Ret | 23  | 34  | 29  | 17  | 31  | 12  | 0   |
| 36  | Ricardo Etchenique      | 34  | 31  | 37  | 15  | 32  | 32  | 23  | 39  | 28  | 13  | 0   |
| 37  | Antônio Jorge Neto      | 35  | 32  | 31  | 18  | 36  | 38  | 32  | 37  | 36  | 32  | 0   |
| 38  | Eduardo Forneck         | 30  | 30  | 28  | 27  | DNQ | 18  | 39  | 27  | 35  | 22  | 0   |
| 39  | Egon Hertzfeldt         | Ret |     |     | Ret | 40  |     | 33  | 38  | 40  |     | 0   |
| 40  | Ney Faustini            | 37  | 36  | 40  | 21  | 39  | DNQ | 36  | 36  | 38  | 29  | 0   |
| 41  | Mauro Kern              | 38  | 40  | 33  |     | 38  |     | Ret | 35  | 39  | 25  | 0   |
| 42  | Aloysio de Andrade      |     | 35  | 32  |     |     | 19  |     |     |     |     | 0   |
| 43  | Edson Bueno             |     |     |     |     |     | 12  |     |     |     | 24  | 0   |
| 44  | Pierre Sabbagh          |     | 20  | 25  |     |     |     | DSQ | Ret |     |     | 0   |
| 45  | Renato Constantino      | Ret |     | NC  |     | Ret |     |     | Ret |     | 31  | 0   |
| 46  | Felipe Andrade          |     |     |     | Ret | Ret |     |     |     |     |     | 0   |
| 47  | Analino Sirtuli         |     | NQ  |     |     |     |     | 34  |     | Ret |     | 0   |
| 48  | Rafael Barranco         | 36  |     |     |     | 37  |     |     | NQ  |     |     | 0   |
| 49  | Eduardo Pavelski        |     |     |     |     |     | Ret |     |     |     | 30  | 0   |
| 50  | Thiago Azalini          |     | Ret |     |     |     |     |     |     |     |     | 0   |
| 51  | Wilton Pena             |     |     |     |     |     | QL  |     |     |     |     | 0   |
| Pos | Piloto                  | VIA | SPO | GOI | VIA | CAS | SPO | RJO | BRA | CTB | SPO | Pts |

| Cor      | Resultado            |
| -------- | -------------------- |
| Ouro     | Vencedor             |
| Prata    | 2º lugar             |
| Bronze   | 3º lugar             |
| Verde    | Terminou, nos pontos |
| Azul     | Terminou, sem pontos |
| Púrpura  | Retirou-se (Ret)     |
| Vermelho | Não qualificado (NQ) |
| Preto    | Desqualificado (DSQ) |
| Branco   | Não largou (NL)      |
| Sem cor  | Não participou (NP)  |
| Sem cor  | Lesionado (Les)      |
| Sem cor  | Excluído (EX)        |